# John Harsanyi

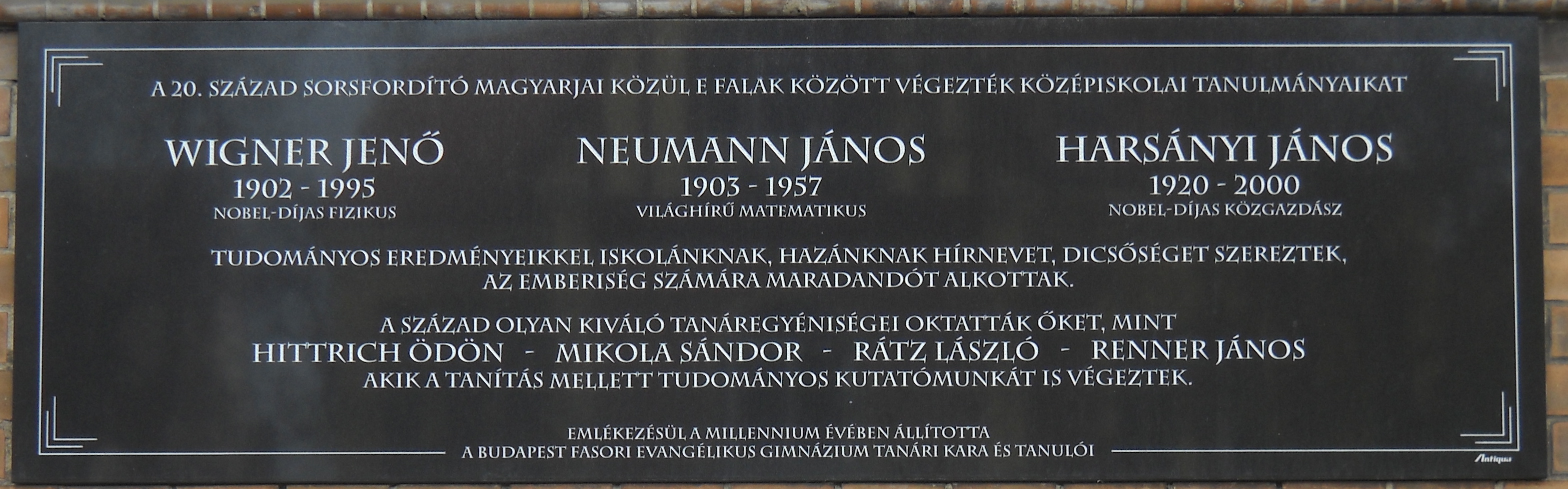
pamětní deska

John Charles Harsanyi (maďarsky Harsányi János Károly; 29. května 1920 Budapešť – 9. srpna 2000 Berkeley) byl maďarsko-australsko-americký ekonom, který v roce 1994 získal spolu s Johnem Forbesem Nashem a Reinhardem Seltenem Cenu Švédské národní banky za rozvoj ekonomické vědy na památku Alfreda Nobela za „průkopnickou analýzu rovnováhy v teorii nekooperativních her“.
Je znám především svou prací v teorii her a její aplikací do ekonomie, a to hlavně zavedením bayesovských her. Zabýval se také využitím teorie her v politice a morální filosofii (konkrétně utilitarismu).

## Publikace
- "Cardinal Utility in Welfare Economics and in the Theory of Risk-Taking", Journal of Political Economy (1953)
- "Cardinal Welfare, Individualistic Ethics and Interpersonal Comparisons of Utility", Journal of Political Economy(1955)
- "Bargaining in Ignorance of the Opponent's Utility Function", Journal of Conflict Resolution (1962)
- "Games with Incomplete Information Played by "Bayesian" Players, I-III. Part I. The Basic Model", Management Science, Vol. 14, No. 3, Theory Series (1967)
- Essays on Ethics, Social Behavior, and Scientific Explanation, Dordrecht, Holland: Reidel Publishing Company (1976)
- Rational Behavior and Bargaining Equilibrium in Games and Social Situations, Cambridge, United Kingdom: Cambridge University Press (1977)
- Papers in Game Theory, Dordrecht, Holland: Reidel Publishing Company (1982)
- A General Theory of Equilibrium Selection in Games (with Reinhard Selten), Cambridge, MA: MIT-Press. (1988)